# 이코사헤드라이트

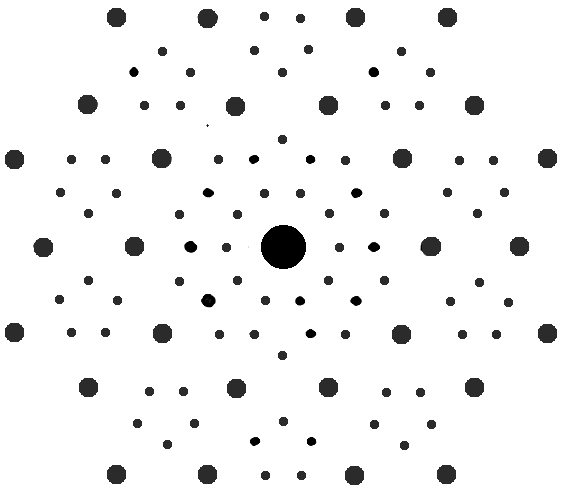

정이십면체 광물 결정체 또는 아이코사헤드라이트(Icosahedrite)는 자연적으로 발생하는 최초로 발견한 준결정상이다. Al63Cu24Fe13 조성을 가지고 있으며 2010년 국제 광물 학회에서 승인한 광물이다. 최초의 자연 준결정을 찾기 위해 루카 빈디(Luca Bindi)와 몰 스테인하르트(Paul J. Steinhardt)가 이끄는 국제 과학자 팀이 10년 동안 체계적으로 조사한 결과 발견했다.
이것은 '카티르카이트'(khatyrkite, 카탈로그 번호 46407/G, 이탈리아 플로렌스 대학 자연사 박물관 소장)라는 라벨이 붙은 작은 표본에서 작은 알갱이로 발견되었으며, 이는 러시아 코랴크(Koryak) 산맥의 카티르카(Khatyrka) 지역의 초고철질 지대의 풍화된 사문암 노두에서 수집되었다. 암석 샘플에는 스피넬, 디오사이드, 포스테라이트, 네펠린, 소달라이트, 커런덤, 스티쇼바이트, 카티르카이트, 큐팔라이트 및 명명된 적 없는 AlCuFe(알루미늄-구리-철) 합금도 포함되어 있다. 증거에 따르면 이 샘플은 45억 년으로 거슬러 올라가는 CV3 탄소질(carbonaceous) 콘드라이트 소행성에 의해 지구로 전달된 기원이 실제로 외계인 것으로 나타났다. 지질 탐험대는 원래 발견의 정확한 위치를 확인하고 운석의 더 많은 표본을 발견했다. 동일한 Al-Cu-Fe 준결정상은 1980년대 후반 일본의 금속공학자에 의해 실험적으로 이전에 생성된 바 있는 것으로 알려졌다.

## 같이 보기
- 앨런 구릉 84001
- 101955 베누
- 근지구 천체(NEO)
- (29075) 1950 DA